# Mačva Šabac
Fudbalski Klub Mačva Šabac (serb.: Фудбалски Клуб Мачва Шабац) – serbski klub piłkarski z siedzibą w Šabacu (w okręgu maczwańskim). Został utworzony w 1919 roku. Obecnie występuje w Prva liga Srbije.

## Historia
Klub powstał w maju 1919 roku. W czasach Socjalistycznej Federacyjnej Republiki Jugosławii najwyższym poziomem rozgrywek piłkarskich w których "FK Mačva" występował to rozgrywki Prvej ligi SFR Јugoslavije, gdzie klub występował 2 sezony: 1951 i 1952. 
W czasach Federalnej Republiki Jugosławii najwyższym poziomem rozgrywek piłkarskich w których "FK Mačva" występował to rozgrywki Drugiej ligi SR Јugoslavije, gdzie klub występował 10 sezonów: 1992/93-1997/98 i 2002/03-2005/06.

## Stadion
Klub rozgrywa swoje mecze domowe na stadionie Stadion FK Mačva w Šabacu, który może pomieścić 5.500 widzów.

## Sezony
| Sezon                          | Liga                                                 | Poziom | Miejsce |
| Federalna Republika Jugosławii |                                                      |        |         |
| 1999/00                        | Srpska liga (Grupa Dunav)                            | III    | 4       |
| 2000/01                        | Srpska liga (Grupa Dunav)                            | III    | ?       |
| 2001/02                        | Srpska liga (Grupa Dunav)                            | III    | 2       |
| 2002/03                        | Druga liga SR Јugoslavije – Grupa Zapad (Zachód)     | II     | 5       |
| Serbia i Czarnogóra            |                                                      |        |         |
| 2003/04                        | Druga liga Srbije i Crne Gore – Grupa Zapad (Zachód) | II     | 6       |
| 2004/05                        | Prva liga Srbije                                     | II     | 8       |
| 2005/06                        | Prva liga Srbije                                     | II     | 7       |
| Serbia                         |                                                      |        |         |
| 2006/07                        | Prva liga Srbije                                     | II     | 17      |
| 2007/08                        | Srpska liga (Grupa Zapad)                            | III    | 5       |
| 2008/09                        | Srpska liga (Grupa Zapad)                            | III    | 9       |
| 2009/10                        | Srpska liga (Grupa Zapad)                            | III    | 2       |
| 2010/11                        | Srpska liga (Grupa Zapad)                            | III    | 6       |
| 2011/12                        | Srpska liga (Grupa Zapad)                            | III    | 3       |
| 2012/13                        | Srpska liga (Grupa Zapad)                            | III    | 3       |
| 2013/14                        | Srpska liga (Grupa Zapad)                            | III    | 1       |
| 2014/15                        | Prva liga Srbije                                     | II     | 16      |
| 2015/16                        | Srpska liga (Grupa Zapad)                            | III    | 1       |
| 2016/17                        | Prva liga Srbije                                     | II     | 1       |
| 2017/18                        | Super liga Srbije                                    | I      | 12      |
| 2018/19                        | Super liga Srbije                                    | I      | 12      |
| 2019/20                        | Super liga Srbije                                    | I      | 16 *    |
| 2020/21                        | Super liga Srbije                                    | I      | ?       |

 * Z powodu sytuacji epidemicznej związanej z koronawirusem COVID-19 rozgrywki sezonu 2019/2020 zostały zakończone po rozegraniu 30 kolejek.

## Sukcesy
- 10. miejsce Prvej ligi SFR Јugoslavije (1x): 1951.
- 12. miejsce Super ligi Srbije (2x): 2018 i 2019.
- mistrzostwo Prvej ligi Srbije (II liga) (1x): 2017 (awans do Super ligi Srbije).
- mistrzostwo Srpskiej ligi – Grupa Zapad (III liga) (2x): 2014 i 2016 (awanse do Prvej ligi Srbije).
- wicemistrzostwo Srpskiej ligi – Grupa Dunav (III liga) (1x): 2002 (awans do Drugiej ligi SR Јugoslavije, po wygranych barażach).
- wicemistrzostwo Srpskiej ligi – Grupa Zapad (III liga) (1x): 2010.
- 4. miejsce Drugiej ligi SFR Јugoslavije (1x): 1950 (awans do Prvej ligi SFR Јugoslavije).